# Okręg Argenteuil
Okręg Argenteuil (fr. Arrondissement d'Argenteuil) – okręg w północnej Francji. Populacja wynosi 210 tysięcy.

## Podział administracyjny
W skład okręgu wchodzą następujące kantony:
- Argenteuil-Est,
- Argenteuil-Nord,
- Argenteuil-Ouest,
- Bezons,
- Cormeilles-en-Parisis,
- Herblay,
- Sannois.